# Pilea clementis
Pilea clementis är en nässelväxtart som beskrevs av Nathaniel Lord Britton. Pilea clementis ingår i släktet pileor, och familjen nässelväxter. Inga underarter finns listade i Catalogue of Life.